# رايلي ستيل
رايلي ستيل (بالإنجليزية: Riley Steele)‏ (مواليد 26 أغسطس،1987)، هي ممثلة إباحية وعارضة تعري أمريكية.

## حياتها
نشأت رايلي في إسكونديدو، كاليفورنيا، كانت تعمل في ستاربكس ومطعم في ملعب غولف قبل أن تصبح ممثلة إباحية. ذهبت رايلي إلى هوليوود في عام 2005 للمشاركة في فيلم قراصنة، وقابلت الممثلة جيسي جين التي أعطتها بطاقتها وساعدتها في الدخول إلى عالم الإباحية. مثلت في 72 فيلم إباحي

## جوائز
حصلت رايلي على 25 جائزة في مجال الأفلام الإباحية.

## روابط خارجية
- رايلي ستيل على موقع IMDb (الإنجليزية)
- رايلي ستيل على موقع قاعدة بيانات الفيلم (الإنجليزية)
- رايلي ستيل على موقع ليتربوكسد (الإنجليزية)
- رايلي ستيل على موقع كينوبويسك (الروسية)